# Peter Robinson (artista de circo)
Peter Robinson o Pete Robinson (8 de abril de 1874-1947) fue un actor de circo y de teatro estadounidense que desarrolló gran parte de su carrera yendo de gira con el circo Ringling Durante un breve periodo de tiempo también participó en obras de Broadway.

## Biografía
Peter Robinson nació en Chicopee (Massachusetts) el 8 de abril de 1874, siendo sus padres Abraham Robinson y Victoria Hebert. Algunos certificados fechan su nacimiento en el 6 de abril y el lugar en Springfield (Massachusetts), pero en el certificado de nacimiento aparecen los datos mencionados anteriormente. Sus padres nacieron en los Estados Unidos pero eran de ascendencia canadiense. Robinson afirmaba que tuvo una infancia y una apariencia normal hasta la adolescencia, cuando su peso empezó a bajar de forma elevada.
Trabajó como artista de circo y, al pesar tan sólo 26 kilos, se hacía llamar “El esqueleto viviente”, a imagen y semejanza de Isaac W. Sprague. En enero de 1922 se fue de gira por Sudamérica y regresó a los Estados Unidos en noviembre del mismo año. En 1924, a los 45 años, se casó en Nueva York con su compañera de circo Baby Bunny Smith, una artista de 211 kilos y 23 años con la que tuvo dos hijos.
A pesar de ganarse la vida en el circo, era un actor clásico experto en Shakespeare. Se le conoce por su papel en la película de terror La parada de los monstruos (1932), dirigida por Tod Browning. Se le conocía también por tocar la armónica muy bien. En 1940 se fue a vivir con su hermana, Josephine Robinson, y su marido, Charles Slight, a Agawam (Massachusetts). Murió en 1947.
- Datos: Q12410564